# 브라데스쿠

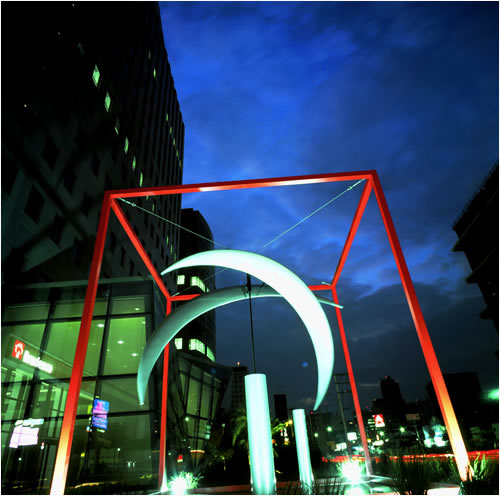

브라데스쿠(포르투갈어: Banco Bradesco)는 브라질의 은행이다.